# St. Georg (Oberding)

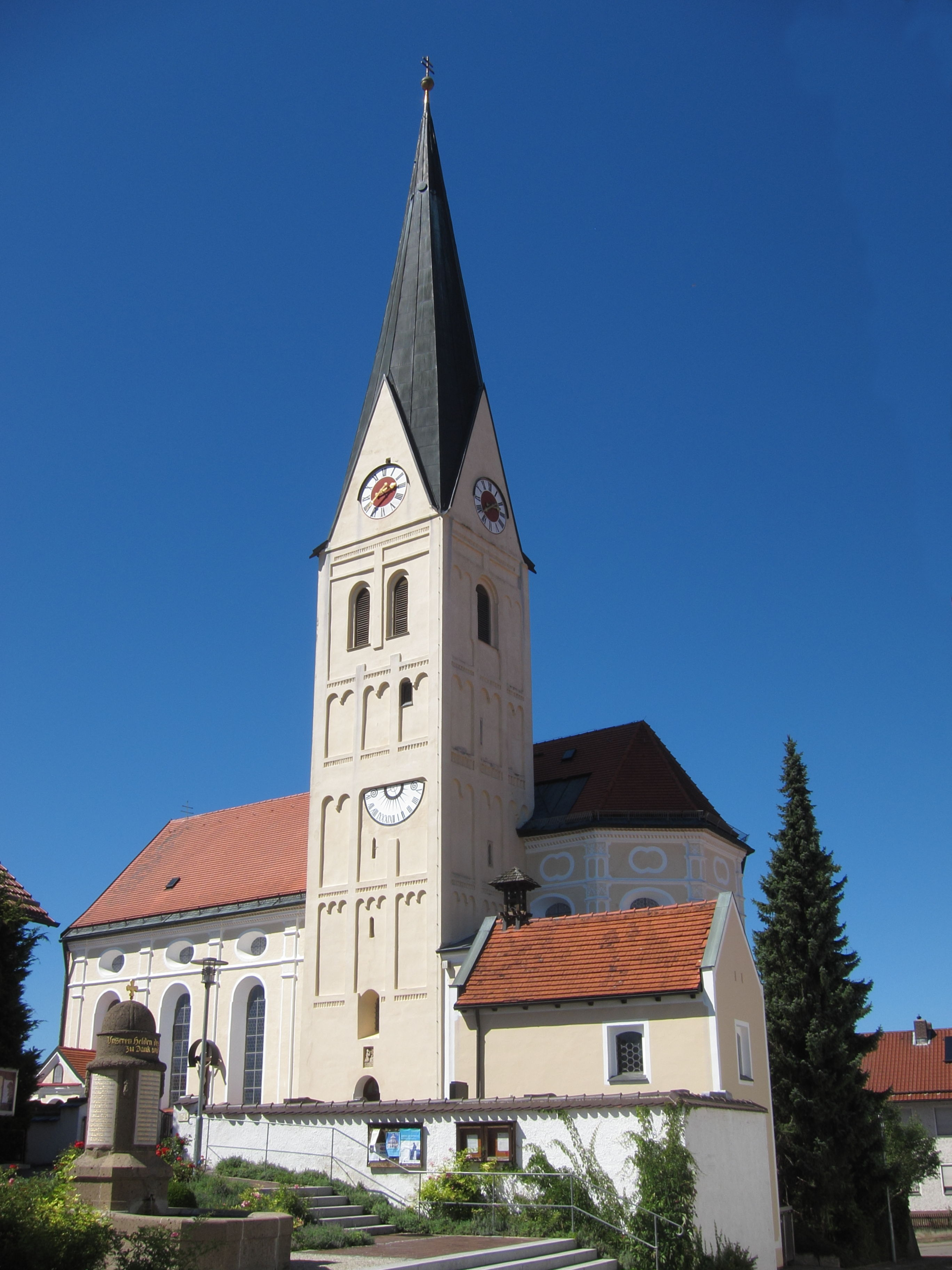
Ansicht der Kirche von Südosten

St. Georg in der oberbayerischen Gemeinde Oberding, Landkreis Erding, ist eine katholische Filialkirche der Pfarrei St. Martin in Niederding. Sie steht als Baudenkmal unter Denkmalschutz. Patron der Kirche ist der Hl. Georg.

## Geschichte
Vorgängerbau der barocken Kirche war die gotische Georgskirche aus der ersten Hälfte des 14. Jahrhunderts. Der jetzige Kirchenbau wurde 1701/03 durch den Erdinger Maurermeister Anton Kogler ausgeführt. Die Kirche wurde 1861 erweitert.

## Architektur
Das Gebäude ist ein Saalbau mit eingezogenem Chor und angefügter Sakristei. Der frühgotische Turm stammt vom Vorgängerbau aus der ersten Hälfte des 14. Jahrhunderts. Der Rest ist ein Neubau als Frühwerk von Anton Kogler (1701/03), erweitert 1861. 

## Ausstattung
In der Kirche befindet sich ein Hochaltar aus dem Jahre 1770 im Rokokostil, den der Freisinger Kistler Anton Schäffler schuf. Außerdem beherbergt die Kirche zwei Statuen, vier Engel, drei Altarkreuze, eine Kanontafel und 24 Maikrüge, die der Erdinger Bildhauer Joseph Fröhlich lieferte.
1770 wurde die Kanzel, die sich vorher in der Wallfahrtskirche Maria Thalheim befand, durch den Dorfener Schreiner Matthias Fackler aufgestellt.
Weitere Kirchenausstattung:
- Kruzifix mit der Muttergottes (1773)
- zwei Seitenaltäre (1776)
- Statuen von Johannes dem Täufer, dem Hl. Sebastian und Petrus und Paulus (1776)
- vier Leuchter von Franz Joseph Orterer (1777)
- Heiliges Grab von Schäffler und Deyrer (1783)
- Zweimanualige Orgel mit 19 Registern von Georg Weishaupt (2014)